# Katherine Marsh
Katherine Marsh (Kingston, 11 novembre 1974) è una scrittrice statunitense di narrativa per ragazzi.

## Biografia
Nata a Kingston nel 1974, vive e lavora a Washington con il marito e due figli.
Dopo la laurea in Inglese all'Università Yale, ha insegnato un anno in una high school prima di lavorare come giornalista per il Rolling Stone, il Washington City Paper e il New Republic.
Ha esordito nella narrativa young-adult nel 2007 con Lo strano viaggio di Jack Perdu nell'aldilà (vincitore di un Edgar Award l'anno successivo) e in seguito ha pubblicato altri 4 romanzi.

## Opere

### Serie Jack Perdu
- Lo strano viaggio di Jack Perdu nell'aldilà (The Night Tourist), Milano, Il Castoro, 2007 traduzione di Pico Floridi ISBN 978-88-8033-421-7.
- The Twilight Prisoner (2009)

### Altri romanzi
- Jepp, Who Defied the Stars (2012)
- The Door by the Staircase (2016)
- L'amico nascosto (Nowhere Boy), Milano, Rizzoli, 2018 traduzione di Tommaso Varvello ISBN 978-88-17-10343-5.

## Premi e riconoscimenti
- Premio Edgar per il miglior libro per ragazzi: 2008 vincitrice con Lo strano viaggio di Jack Perdu nell'aldilà